# Sambreville
Sambreville (en való Parfondveye) és un municipi belga de la província de Namur a la regió valona. Comprèn les localitats d'Arsimont, Auvelais, Falisolle, Keumiée, Moignelée, Tamines i Velaine.

## Burgmestres
- De 1977 a 1980 : Émile Lacroix (PS)
- De 1980 a 1982 : Michel Warnon (PS)
- De 1982 a 2000 : Jean Poulain (PS)
- De 2000 a 2006 : Marcel Fisenne (PS)
- De 2006 a présent : Jean-Charles Luperto (PS)

## Agermanaments
- San Pietro al Natisone